# Ari Milis
Ari Milis (Florianópolis, 5 de maio de 1922 – Porto União, 3 de fevereiro de 1997) foi um jornalista e político brasileiro.
Filho de Marieta de Assis Milis e de Hermínio Milis.
Pelo Partido Social Progressista (PSP) recebeu 1.432 votos, obtendo a 3ª Suplência de deputado estadual para a Assembleia Legislativa de Santa Catarina, sendo convocado em 12 de junho de 1960, integrando a 4ª Legislatura (1959-1963).